# Mordellistena psammophila
Mordellistena psammophila là một loài bọ cánh cứng trong họ Mordellidae. Loài này được Peyerimhoff miêu tả khoa học năm 1943.